# Hydrelia rubricosta
Hydrelia rubricosta är en fjärilsart som beskrevs av Inoue 1982. Hydrelia rubricosta ingår i släktet Hydrelia och familjen mätare. Inga underarter finns listade i Catalogue of Life.